# 해치지않아 (웹툰)
《해치지않아》는 매주 화요일 Hun이 다음 웹툰에서 연재했던 웹툰이다. 현재 재연재 중이다. 동명의 영화도 개봉하였다.